# Associazione Sportiva Bisceglie 1962-1963
Questa voce raccoglie le informazioni riguardanti l'Associazione Sportiva Bisceglie nelle competizioni ufficiali della stagione 1962-1963.

## Rosa
| N. |                   | Ruolo | Calciatore           |
| -- | ----------------- | ----- | -------------------- |
|    | Italia (bandiera) | C     | Pietro Antonino      |
|    | Italia (bandiera) | P     | Pasquale Bartolini   |
|    | Italia (bandiera) | C     | Piepaolo Berlinzani  |
|    | Italia (bandiera) | D     | Adriano Biscaro      |
|    | Italia (bandiera) | A     | Vincenzo Bruno       |
|    | Italia (bandiera) | C     | Alberto Corazza      |
|    | Italia (bandiera) | C     | Giuseppe De Palma    |
|    | Italia (bandiera) | D     | Francesco Di Corrado |
|    | Italia (bandiera) |       | Di Reda              |
|    | Italia (bandiera) | C     | Paolo D'Odorico      |
|    | Italia (bandiera) | C     | Bruno Ferro          |

| N. |                   | Ruolo | Calciatore         |
| -- | ----------------- | ----- | ------------------ |
|    | Italia (bandiera) | D     | Domenico Fusiello  |
|    | Italia (bandiera) | D     | Gilberto Gregorini |
|    | Italia (bandiera) | P     | Bruno Jacoboni     |
|    | Italia (bandiera) | D     | Giuseppe Lonigro   |
|    | Italia (bandiera) | A     | Diego Oreste       |
|    | Italia (bandiera) | D     | Alberto Pizzi      |
|    | Italia (bandiera) | C     | Gino Scassera      |
|    | Italia (bandiera) | C     | Antonio Spina      |
|    | Italia (bandiera) | C     | Antonio Tannoia    |
|    | Italia (bandiera) | C     | Guido Vallone      |